# Reino de Inglaterra
Inglaterra (en inglés: England), oficialmente Reino de Inglaterra (en inglés: Kingdom of England), fue un Estado soberano ubicado al sur de la Gran Bretaña, cuyo territorio correspondía a las actuales naciones constitutivas de Inglaterra y Gales. Tuvo existencia desde 927, cuando se unieron los reinos de la heptarquía anglosajona, hasta 1707, año de su unión con el Reino de Escocia para formar el Reino de Gran Bretaña. Entre 1649 y 1660 fue una república con el nombre de Mancomunidad de Inglaterra.
El 12 de julio de 927, el rey Athelstan de la casa de Wessex, unificó a los reinos anglosajones tomando el título de "rey de toda Britania" (Rex Totius Britanniae). En 1016, el reino formó parte del llamado Imperio del mar del Norte,  la unión personal de Noruega, Dinamarca e Inglaterra bajo el soberano Canuto el Grande; quien fue el primero en tomar el título de "Rey de Inglaterra" (Rex Anglie). Bajo Hardicanuto, su sucesor, el reino volvió al poder de la casa de Wessex, solo para ser conquistado, en 1066, por los normandos al mando de Guillermo el Conquistador. Este hecho llevó al traslado de la residencia real de Winchester a Westminster, con lo cual la ciudad de Londres se convirtió en la capital y principal centro comercial del reino.
A partir de entonces, el reino fue regido por las casas normanda (1066–1154), Plantagenet (1154–1485), Tudor (1485–1603) y Estuardo (1603–1707) con un interregno republicano, bajo el gobierno de un Lord Protector, entre 1649 y 1660. A partir del reinado de Juan sin Tierra (1199–1216) el título del monarca pasó a ser "Rey de Inglaterra" (Rex o en el caso de ser mujer Regina Anglie) y desde 1604 el rey Jacobo I usó el título en inglés de "Rey de Gran Bretaña" (King of Great Britain) aunque el mismo no fue reconocido por los parlamentos de ambos reinos.
En 1284, Eduardo I conquistó Gales y lo incorporó al reino. A partir de la década de 1340, los reyes de Inglaterra reivindicaron su re derecho a la corona de Francia, lo que condujo a la guerra de los Cien Años; en 1455, los ingleses ya no poseían territorios en Francia, excepto Calais, pero mantuvieron el título de reyes de Francia hasta 1801. Después de los disturbios de la guerra de las Dos Rosas, la dinastía Tudor se afirmó en el poder. Con Enrique VIII se creó una iglesia nacional, independiente de Roma y bajo su hija Isabel I (1558–1603) el reino vivió una época de prosperidad y esplendor cultural conocida como "Época isabelina".
Desde el reinado de Jacobo I en 1603, la dinastía Estuardo gobernó Inglaterra en unión personal con Escocia e Irlanda. Bajo los Estuardo, el reino se sumió en la guerra civil, que culminó con la ejecución de Carlos I en 1649 y la instauración de un gobierno republicano. La monarquía fue restaurada en 1660, pero la Guerra Civil había sentado el precedente de que un monarca inglés no podía gobernar sin el consentimiento del Parlamento. Este concepto se estableció legalmente como parte de la Gloriosa Revolución de 1688, la cual sancionó la Declaración de Derechos, que establece ciertos derechos civiles básicos y a partir de la cual muchos consideran que aparece el primer país libre moderno. A partir de este momento, el reino de Inglaterra, así como su estado sucesor, el Reino Unido, funcionó de hecho como una monarquía parlamentaria. El 1 de mayo de 1707, según los términos de las Actas de Unión de 1707, los reinos de Inglaterra y Escocia se unieron para formar el Reino de Gran Bretaña.

## Orígenes del reino de Inglaterra

### Prehistoria
El continente europeo tiene al noroeste un conjunto de islas conocidas como islas británicas, siendo Gran Bretaña la más importante. Región relativamente marginal en la historia de la civilización occidental; las primeras fuentes históricas hasta la conquista romana apenas si la mencionan. Los restos arqueológicos y las investigaciones paleontológicas son las únicas posibilidades de conocer los comienzos de su historia.
Los primeros habitantes de Gran Bretaña arribaron a la isla unos 700 000 años antes del Presente, durante un periodo de glaciación en el cual estaba unida al continente, y pertenecían a la especie Homo erectus. También se han hallado restos de Homo Heidelbergensis y Neandertal. Los Sapiens aparecieron en la isla 30 000 años antes del presente, siendo los únicos habitantes a finales de la última glaciación.
En el 7500 a. C. está datado el centro mesolítico maglemosiense de Star Carr, Yorkshire. La cultura tardenoisiense llegó más tarde, en dos oleadas. Maglemosienses y tradenosienses eran cazadores y recolectores y los primeros conocían el hacha y los sistemas de tala.
Llegó a continuación la cultura aziliense, con asentamientos en las costas. Se conservan muy pocos restos, debido, quizá, a que en 5000 a. C., el deshielo separa Gran Bretaña del continente.
En 3800 a. C. llegaron por mar los primeros colonizadores agricultores. Se asentaron en Wessex y durante decenas de años convivieron con los maglemosienses de las selvas, los tardenosienses de los valles fluviales y los azilienses de los litorales. El éxito acompañó a esta cultura de agricultores y pastores, llamada de Windmill Hill por el lugar donde apareció un rico yacimiento, que en 3000 a. C. estaba extendida por Gran Bretaña e Irlanda. La necesidad de sílex forzó la primera explotación minera. Se han encontrado sepulturas en forma de largos túmulos de tierra y yeso. Los más largos se denominan bank barrows y el resto long barrows.
En 2800 a. C. está datado el monumento megalítico West Kennet Long Barrow, consecuencia de la llegada de un primer contingente de constructores, que se mezcló con la cultura de Windmill Hill.
Un segundo contingente desembarcó más tarde en el sudoeste de Escocia y norte de Irlanda, con asentamientos en Man, Gales y Derbyshire.
Los contactos entre cazadores y agricultores dieron origen con el paso del tiempo al comercio. La cultura de los pueblos del neolítico secundario, llamada de Peterborough por un yacimiento allí encontrado, incluye la caza y la pesca junto con la agricultura y la cerámica. Otros grupos culturales son los de Rinyo-Clacton, establecidos en el norte de Escocia y sudeste de Inglaterra y el de Dorchester en el valle del Támesis. Aparecen también factorías de hachas.
Datados en 2600 a. C., se localizan en el sur de Inglaterra numerosos terraplenes circulares, con un acceso, denominados henges. En 2300 a. C. se efectúa la primera construcción de Stonehenge.
En 1900 a. C. llegan varios grupos del vaso campaniforme, portadores de la metalurgia del cobre, el oro y la plata. A ellos se le debe la introducción de la cerveza. Bajo su empuje, la agricultura se convirtió en una actividad secundaria, desplazada por la ganadería, la caza y la primera artesanía de los metales. Windmill Hill desapareció como cultura, pero los pueblos del neolítico secundario continuaron la suya. La cultura del vaso campaniforme no construyó monumentos megalíticos para la realización de enterramientos. West Kennet Long Barrow deja de utilizarse como sepultura en 1700 a. C.
A esta cultura pertenecen el santuario de Avebury y la montaña artificial de Silbury Hill, el grupo de monolitos de Callanish y la segunda estructura de Stonehenge.
En 1700 a. C. desembarcan en Inglaterra tribus de armoricanos en busca de minas de cobre y estaño. Estos pueblos del bronce impusieron su cultura sobre los pueblos indígenas del cobre y descubrieron los mayores yacimientos de estaño de Europa. Los asentamientos en Cornualles de la que se llama cultura de Wessex pronto despegaron económicamente gracias al comercio. Mediante conquista, lograron unificar todo el centro y sur de Inglaterra. Reedificaron Avebury y construyeron la tercera estructura de Stonehenge, en 1600 a. C.

### Pobladores prerromanos
Desde la Edad del Bronce hasta aproximadamente el siglo VI a. C., Britania estaba habitada por los pictos y los celtas, quienes transmitieron su idioma, costumbre y religión a los otros pueblos de la zona.

## Inglaterra durante la Edad Media

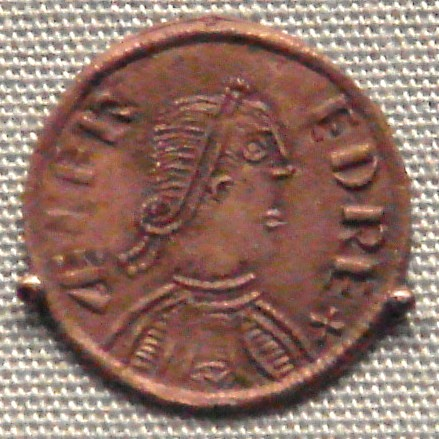
Moneda con la efigie del rey Alfredo de Wessex.

### Origen del nombre
Los anglosajones se autodenominaban Engle o  Angelcynn, nombres procedentes de su patria original; la península de Anglia (Angeln), en la actual frontera entre Alemania y Dinamarca. El topónimo parece aludir al angosto (proto germánico: *angh-, "ajustado, estrecho" ) estuario del Schlei.
El territorio británico en el cual se asentaron, llamado originalmente Logres por los britanos (en galés; Lloegr) fue denominado en consecuencia Engla land, "tierra de los anglos" por el historiador Ethelward en el siglo X, latinizado como Anglia, mientras que la patria ancestral recibía el nombre de Vieja Anglia (Anglia vetus). El topónimo Engla land se convirtió en England por haplología durante los siglos XI y XII; así de Engle-land se pasó a Engelond y luego a England, que fue la forma usada en inglés medio ya en el siglo XIV, cuando solía designar a toda la Gran Bretaña.
La forma latina Anglia o Anglorum terra, "tierra de los anglos" dio el anglonormando Angleterre, del cual deriva el nombre en las demás lenguas romances.
El título de los reyes ingleses desde Athelstan hasta Juan sin Tierra fue Rey de los Ingleses, en latín 'Rex Anglorum'. el rey de origen danés Canuto, el Grande fue, sin embargo, el primero de designarse como "Rey de Inglaterra", denominación que aparece esporádicamente en crónicas latinas como 'Rex Anglie' ("Rey de Anglia"). Esta última forma prevaleció después del reinado de Juan, desde entonces el soberano o la soberana fueron conocidos como 'Rex' o 'Regina Anglie'.
En 1604 Jacobo I, monarca escocés que había heredado el trono inglés el año anterior, adoptó el título de "Rey de Gran Bretaña", usándolo en su forma inglesa: King of Great Britain. No obstante, los parlamentos inglés y escocés no reconocieron el nuevo título hasta el Acta de Unión de 1707.

### Unificación y consolidación del reino
Tras las invasiones vikingas del siglo IX, Inglaterra logró una recuperación relativamente rápida. Al mando de los anglosajones, Alfredo el Grande, rey de Wessex (871-899), venció a los daneses y llegó a controlar todo el sur de Inglaterra, entre Wessex y Danelaw. Transformó el ejército, la justicia y la educación; creó una flota, fortificó ciudades y fundó grandes escuelas para los hijos de los nobles y de los hombres libres y ricos. Sus reformas sentaron las bases, que permitieron a sus sucesores recuperar Mercia y Northumbria, que aún permanecían bajo dominio danés. Así a 30 años de la muerte de Alfredo, las zonas del este y el norte de Inglaterra, tomadas con tanta ferocidad por los daneses en los años 860 volvieron nuevamente al dominio anglosajón, permitiendo al rey Athelstan (924-939) imponer su autoridad sobre toda Inglaterra.
Durante un largo intervalo de paz, se pudo reorganizar la cultura monástica, desmantelada por los daneses; y se produjo un gradual desarrollo de las tradiciones carolingias. La actividad misionera propagó el Cristianismo, llegando los misioneros ingleses a predicar en la misma Dinamarca, donde se fundaron los obispados de Ripen y Aarhus en 948. De esta forma cuando una segunda ola de invasiones vikingas comenzó en el siglo X, se estaba frente a un caso de cristianos que luchaban contra cristianos.
La paz se vio interrumpida otra vez, a principios del siglo XI. Aprovechando la crisis política que vivía Inglaterra por entonces y los errores de Etelredo II, los daneses invadieron nuevamente el país, y los anglosajones se vieron forzados a reconocer como rey al monarca danés Sven Forkbeard en 1014. El gobierno del hijo de este, Canuto (1016-1035), fortaleció al reino anglosajón en lugar de debilitarlo, fue un gobernante piadoso, generoso con la Iglesia y conciliador entre ingleses y daneses. Gracias a la obra de Canuto, llamado el Grande, Inglaterra fue el país más ordenado y civilizado de Europa occidental durante la primera mitad del siglo XI. El gobierno real funcionó mediante una burocracia incipiente y el ejército profesional permanente le dio más seguridad que nunca.
Tras la muerte de Canuto y sus sucesores, Inglaterra entra en crisis y la corona vuelve en 1042 a la dinastía sajona en la persona de Eduardo el Confesor (1042-1066). En esta etapa Inglaterra experimenta un debilitamiento frente a los peligros exteriores, y la aristocracia anglosajona adquiere un gran poder, asumiendo la tarea de defender el reino.

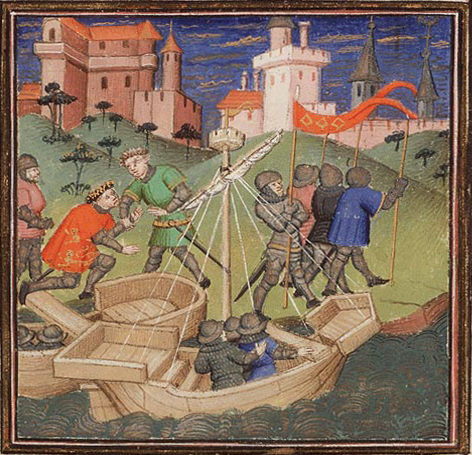
Guillermo I el Conquistador, que invadió la Inglaterra anglosajona e instauró la Dinastía Normanda.

### Los anglonormandos

#### Conquista normanda de Inglaterra
Muerto Eduardo sin herederos, en 1066, queda abierta la lucha por el trono Inglés entre Harold, jefe de la nobleza sajona, y Guillermo, duque de Normandía. La disputa se decide en Hastings a favor de los normandos, quienes hacia 1070 consiguen controlar la totalidad de Inglaterra.
Con la conquista normanda supone para Inglaterra profundas trasformaciones en sus estructuras básicas. La vieja casta dirigente anglosajona fue, en buena medida, reemplazada por una nueva nobleza basada en el elemento normando vencedor. Se introdujo un sistema feudal que reservaba grandes cuotas de poder a la Corona, se establecieron representantes reales (sheriff) en cada condado; y la Iglesia fue reformada, a partir de 1070, bajo la conducción de Lanfranc, para adecuarla al nuevo modelo. Además la lengua de las clases dominantes pasó a ser el francés anglonormando y el inglés antiguo quedó marginado como lengua escrita.
Sin embargo, aún dentro de esta estructura centralizada, que buscaba salvaguardar la autoridad real, Guillermo y sus sucesores debieron ceder considerables cuotas de poder. Se reforzaron los poderes de la Iglesia para asegurar el apoyo del Papado frente a otros aspirantes al trono; y la nobleza feudal obtuvo el reconocimiento de algunas libertades y privilegios a cambio de su lealtad. Estas concesiones si bien se volvieron contra la pretendida política centralizadora y absolutista de la Corona, permitieron consolidar el nuevo orden normando en Inglaterra y garantizaron la paz hasta la muerte de Enrique I en 1135.
Al morir Enrique I sin heredero varón, su sobrino Esteban de Blois logra ser reconocido como rey. Su reinado (1135-1154) será un periodo de anarquía general marcado por su lucha por el trono con su hija Matilde de Inglaterra (hija de Matilde de Escocia, descendiente de Eduardo el Exiliado). Finalmente las partes acuerdan que a la muerte de Esteban este será sucedido por Enrique Plantagenet, hijo de Matilde, descendiente de los Wessex, y heredero de la Casa de Anjou.

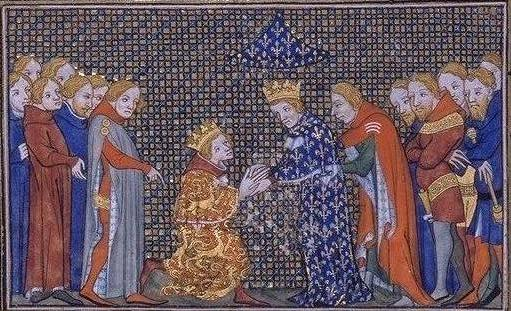
Eduardo III de Inglaterra, de la Casa de Plantagenet, como vasallo del rey Felipe IV de Francia.

#### Casa de Plantagenet
El ascenso al trono de Enrique II en 1154, como se había acordado, devuelven la paz y el orden internos a Inglaterra, y la hacen mirar aún más hacia Francia. Ahora la monarquía inglesa, une a su posesión francesa de Normandía los territorios de la Casa de Anjou, que incluyen Anjou original, Maine y Turena, de los que Enrique II es heredero. A estos dominios se unieron el poderoso ducado de Aquitania por el matrimonio del rey con Leonor, su heredera, en 1152, e Irlanda, conquistada en 1172. Estas enormes posesiones territoriales se vieron reforzadas con la creación de una red de alianzas y vasallaje en la que entraron Flandes (1163), Escocia (1173), Bretaña (1185) y Gales, lo que permitió a Inglaterra fortalecer su posición frente a su más encarnizado rival: la Francia de los Capeto.
En el plano interno Enrique II reformó la administración y la justicia, con el fin de robustecer el poder real. Pero sus políticas centralizadoras le provocaron constantes fricciones con la nobleza feudal y le enfrentaron a la Iglesia entre 1164 y 1170, que, dirigida por Tomás Becket, rehusó someterse a la autoridad real, logrando conservar buena parte de sus privilegios.

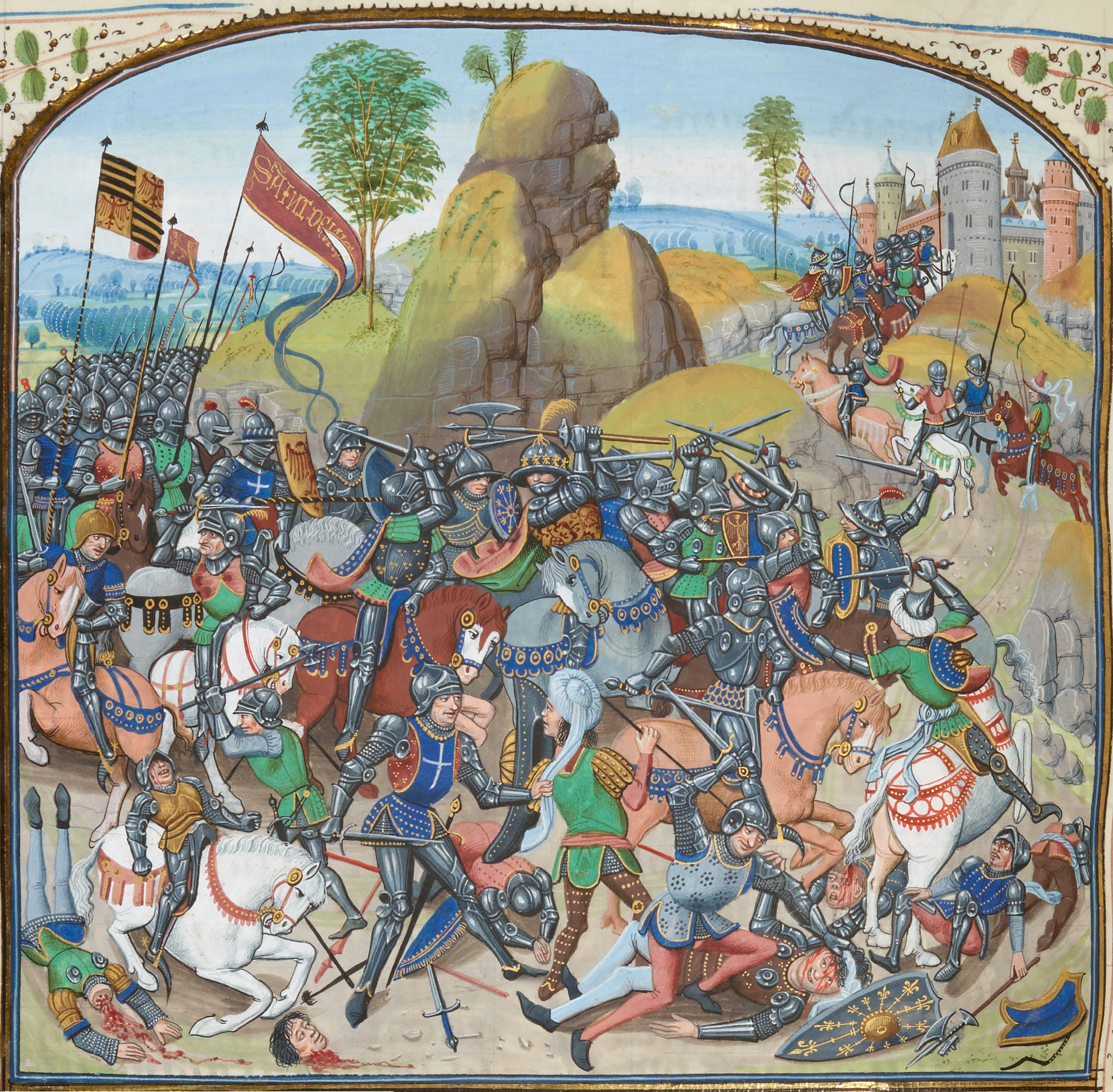
Batalla de Montiel, en la guerra de los Cien Años.

### Guerra de los Cien Años (1337-1453)
En febrero de 1328 murió Carlos IV de Francia. Eduardo III tenía derechos por ser sobrino de Carlos, pero los nobles franceses prefirieron a Felipe de Valois, quien reinó con el nombre de Felipe VI. Los conflictos sobre el trono francés escalaron hasta que, en 1337, Felipe VI confiscó el ducado de Aquitania. Esto acabó por desencadenar la guerra abierta entre Inglaterra y Francia que se llamaría guerra de los Cien Años. Las primeras victorias fueron para los ingleses, superiores militarmente.
El hijo de Eduardo, del mismo nombre que su padre, pero que la Historia conoce por el de Príncipe Negro, asoló Armañac en 1355. Fue hasta el Mediterráneo y volvió arrasando todo cuanto encontró en su paso. En 1356 obtuvo una gran victoria ante los franceses en Poitiers, haciendo prisionero a Juan II de Francia. En 1360 Eduardo III firmó la Paz de Brétigny, por la cual se reducía el rescate por Juan, los ingleses pasaban a dominar desde los Pirineos al Loira y Eduardo renunciaba a sus derechos sobre la Corona francesa.
Los ingleses apoyaron al rey de Castilla, Pedro el Cruel, en la lucha contra su hermano Enrique de Trastámara. En 1367, el Príncipe Negro venció en la Batalla de Nájera y en 1369, Pedro fue asesinado por su hermano Enrique. La heredera de Pedro era su hija Constanza que se casó con Juan de Gante, duque de Lancaster, hijo de Eduardo III. En 1372 la flota castellana venció a la inglesa en La Rochelle.
En 1369 los franceses volvieron a hostigar Aquitania y 1375 se firmó una tregua de dos años en Brujas. Inglaterra mantenía solamente Calais y una estrecha franja desde Burdeos a Bayona. En 1376 se produjo el fallecimiento del Príncipe Negro, que estaba enfermo desde 1369 y retirado desde 1371. Eduardo III murió en 1377, afectado de una senilidad que no le permitió controlar la Corte y las intrigas de su amante Alice Perrers.
Subió al trono Ricardo II (1377-1399), hijo del Príncipe Negro, a los diez años de edad. En 1381 se instituyó un impuesto para defenderse de una potencial invasión francesa. Esto causó una revuelta de los campesinos de la zona más rica de Inglaterra. Ricardo se enfrentó con valentía: el 14 de junio acudió con la Corte a Mile End, donde abolió la servidumbre. Los rebeldes fueron derrotados el 28 de junio en Billericay y John Ball y otros líderes fueron condenados a muerte. A partir de 1381, Ricardo eligió sus propios consejeros. Amaba la literatura, pero era autoritario y veleidoso y se granjeó la enemistad de los nobles.
En 1399 murió Juan de Gante, duque de Lancaster, inmensamente rico: Ricardo II exilió a Bolingbroke, hijo y heredero de Juan, de por vida y repartió sus propiedades. Pero, aprovechando un viaje de Ricardo a Irlanda para sofocar una rebelión, Bolingbroke preparó su respuesta y Ricardo fue apresado a su regreso. El Parlamento coronó a Bolingbroke, como Enrique IV (1399-1413), inaugurando el reinado de la casa de Lancaster. Un año después, en 1400, los rebeldes galeses proclamaron príncipe de Gales a Owain Glyndŵr, quien entre 1403-1405 arrasó varias ciudades fieles a Inglaterra, pero su marcha sobre Worcester fracasó y en 1407 los ingleses recuperaron los castillos perdidos, poniendo en fuga al galés.
En 1407, ingleses y franceses firmaron una nueva tregua. Este no duró mucho, pues Enrique V (1413-1422) confirmó sus derechos al trono francés y reactivó la guerra. En 1415 obtuvo la victoria de Azincourt y tomó Caen en 1417. En 1420 se firmó el Tratado de Troyes, por el que se concertaba el matrimonio entre Enrique V de Inglaterra y Catalina de Valois, hija del rey de Francia. Enrique era reconocido además heredero al trono francés, pero falleció en 1422, antes que el rey francés Carlos VI. Bajo la regencia de Juan, duque de Bedford, hermano de Enrique V, los ingleses llegaron en 1429 hasta Orleans, pero el 4 de mayo, el asedió fue roto por Juana de Arco a la cabeza de un grupo de caballeros franceses, lo que cambió el curso de la guerra. Carlos VII fue coronado rey de Francia en Reims.
Un niño de pocos meses subió al trono inglés como Enrique VI (1422-1461, 1470-1471), siendo coronado rey de Francia también en París, en diciembre de 1431. Enrique VI era impresionable, manejable, educado y piadoso. No le interesaba el gobierno ni la caballería, su política exterior fue desastrosa y su generosidad y liberalidad quebraron la Hacienda. Esto causó que en 1450 se produjera la rebelión de Jack Cade, que llegó a tomar Londres y ejecutó a varios cortesanos. Sin embargo, fue muerto tras ser apresado.
En 1435 Borgoña se reconcilió con Francia, y los franceses tomaron París. En 1444 se firmó una tregua de cinco años. Entre 1449-1453, Carlos VII, atacó Normandía y Gascuña y en 1450 aniquiló al ejército inglés en Formigny. En 1453 tomó Burdeos, recuperando toda Francia salvo Calais, y rematando la guerra de los Cien Años.

### Estado, religión y economía durante la Edad Media
La monarquía inglesa en la Edad Media se caracteriza por su gran patrimonio, capacidad de influencia, poder y control sobre la nobleza. La burocracia era incipiente y desde la conquista normanda hasta principios del siglo XIV usaba como lengua principal francés anglo-normando. A partir del siglo XIV volvió a usarse el inglés medio. La organización territorial se basaba en los condados y era sólida y eficaz. No existían ejército o policía regulares. El Parlamento era débil, con preponderancia de la Cámara de los Comunes sobre la Cámara de los Lores.
La Iglesia estaba sujeta al poder real, era rica, mantenedora de la cultura y benefactora social. Estructurada en parroquias. El clero era poco instruido y de moral relajada. El Císter llegó a Inglaterra en 1128, los dominicos en 1221, los franciscanos en 1224 y los carmelitas en 1240.
El único movimiento herético aparecido en Inglaterra en este periodo fue el de los lolardos. John Wyclif atacó algunas de las doctrinas fundamentales de la Iglesia y la autoridad papal, basándose en la suprema autoridad de las Escrituras. Sus discípulos tradujeron al inglés sus ideas y la Biblia. Fueron perseguidos desde 1401. En 1414, dirigidos por John Oldcastle, intentaron derrocar a Enrique V. Su derrota implicó su definitiva clandestinidad y progresiva extinción.
El sajón occidental fue la lengua de Inglaterra hasta la conquista normanda. Recibió influencias del latín, del normando y del francés. Esta lengua fue la dominante en la Corte, la administración, la justicia, etc. de Inglaterra hasta 1350, cuando empezó a ser sustituido por el inglés medio.
La esclavitud desapareció antes de 1300 y la servidumbre en 1485. En 1086 la población alcanzaba millón y medio de habitantes, en 1300 cuatro millones.
En 1315, 1316, 1320 y 1321 las cosechas fueron malas y en 1319 y 1321 se produjeron epidemias en el ganado ovino y vacuno. Se generalizó el hambre y el precio del grano se duplicó.
La peste negra llegó a Inglaterra en 1348 y dejó la población en la mitad. Se padecieron cinco nuevos brotes entre 1361 y 1397. Con el declive demográfico, subió el nivel de vida de los campesinos. El gobierno intentó controlar el mercado laboral en beneficio de los patronos y en 1351 aprobó el Estatuto de los Trabajadores, sobre precios y salarios.
Londres era el centro comercial del reino y terminal del comercio. En 1500 tenía entre 40.000 y 100.000 habitantes. Westminster era la sede de la Corte y el Parlamento. De las demás ciudades inglesas, solo Norwich superaba en 1500 los 10 000 habitantes. Los burgueses que regían las ciudades estaban organizados en gremios.
En la Edad Media, Inglaterra pasó de un modelo económico colonial, exportador de materias primas e importador de productos manufacturados y de lujo, a exportar paños, favorecido por la inmigración de tejedores flamencos.

## Inglaterra durante la Edad Moderna

### Llegada de los Estuardo
Los reyes de Inglaterra eran poderosos, pero no disponían de ejército regular y sus ingresos eran limitados. Trataron de encontrar fondos sin tener que depender del Parlamento.
Inglaterra era un país claramente protestante y cualquier movimiento que pudiera interpretarse como un intento de restablecer el catolicismo era objeto de una violenta respuesta.
La incapacidad de Carlos I de dar respuesta a estos problemas originó la guerra civil.

#### Jacobo I(1603-1625)
Cuando subió al trono inglés, ya había sido rey de Escocia durante 36 años, y había aprendido a sobrevivir. Por un lado, era flexible y voluntarioso para llegar a acuerdos y por otro era rudo e indecoroso.
Era bisexual y entre 1618-1628 su favorito, el duque de Buckingham, fue el hombre más importante de Inglaterra tras el propio rey.
Jacobo pretendió la coexistencia de todas las religiones, pero un grupo de católicos, en la Conspiración de la Pólvora, de 5 de noviembre de 1605, atentaron contra el gobierno. Fueron ejecutados. En lo sucesivo, los católicos fueron considerados posibles traidores.
Jacobo heredó una deuda que incrementó gastando mucho dinero con sus favoritos. Terminó la guerra con España y mantuvo a Inglaterra al margen de la guerra de los Treinta Años.
La corona apoyó la colonización del Úlster. Los cargos en Irlanda exigían jurar la Ley de Supremacía, lo que significaba la exclusión de los católicos. De este modo, los ingleses se hicieron dueños del Parlamento irlandés. Los colonos fueron mayoría en el Úlster, mientras en el resto de Irlanda solo representaban una minoría combativa.

#### Carlos I de Inglaterra (1625-1642)
Era remilgado y retraído, buen padre y marido, pero sin cualidades negociadoras.
Carlos se enfrentó a España en la guerra de los Treinta Años. Fracasó en su ataque a Cádiz y en su intento de liberar a los hugonotes franceses. En 1628 Carlos pidió dinero al Parlamento, que a cambio redactó la Petición de Derecho contra el arresto arbitrario, el impuesto extraparlamentario, el reclutamiento de tropas gratuito y la ley marcial. Carlos fingió aceptar la petición, pero dejó de respetarla al cabo de poco tiempo, y disolvió el Parlamento en 1629. Empezaron entonces los once años de gobierno absolutista. En 1629, Carlos firmó la paz con Francia y en 1630 la paz con España. En 1637, Carlos estaba en la cumbre de su poder, con el presupuesto equilibrado.
Pero su política religiosa disgustaba a sus súbditos: En su apoyo al anglicanismo frente al calvinismo, muchos veían una restauración del papado. En Escocia intentó imponerse a la Iglesia presbiteriana. En 1638 los escoceses formaron una Alianza Nacional y Carlos envió un ejército contra ella. Al comienzo de las Guerras de los Obispos (1639-1649), Carlos no consiguió formar un ejército con garantías y se vio obligado a firmar la paz en 1639. En 1640 sufrió una derrota y los escoceses invadieron Inglaterra, venciendo en Newcastle y ocupando la zona nororiental del país.

### Revolución inglesa

#### El Parlamento largo
En noviembre de 1640, Carlos, sin dinero, convocó al Parlamento, que ya no se había de disolver en vida del monarca en lo que se conoce como Parlamento Largo. En 1641 se llegó a un acuerdo pacífico con los escoceses.
La primera sesión del Parlamento Largo duró hasta agosto de 1641. Se abolieron las medidas financieras de la Corona establecidas en la década anterior y los tribunales de prerrogativa real. Carlos aceptó, pero el Parlamento no le creyó. El Parlamento atacó entonces a los principales ministros: el conde de Strafford y William Laud fueron ejecutados. El Parlamento aprobó la Ley Trienal, que obligaba a reunir el Parlamento cada tres años; su disolución solo se produciría por acuerdo de sus miembros.
En octubre de 1641 se produjo una nueva rebelión en Irlanda, con numerosos asesinatos de protestantes. Los católicos ingleses apoyaron a los irlandeses. La Confederación Católica, con su propio Parlamento, estuvo liderada por Owen Roe O'Neill. El Parlamento temió que Carlos utilizase el ejército formado para sofocar la rebelión contra sus propios súbditos. La Gran Protesta exigió el nombramiento de ministros con la confianza del Parlamento, el permiso a las prácticas calvinistas y la supervisión por parte del Parlamento del ejército destinado a Irlanda. Carlos rechazó la solicitud, animado por el escaso margen de votos con el que había sido aprobada.
El 3 de enero de 1642, Carlos envió al fiscal general a la Cámara de los Lores para incoar proceso por alta traición a varios miembros de la Cámara de los Comunes. El intento de arresto, precipitó la guerra civil: en Londres se produjeron manifestaciones y altercados públicos. En mayo, el Parlamento asumió el poder de realizar nombramientos militares. En julio, el Parlamento constituyó su propio ejército y en agosto el rey formó el suyo en Nottingham.

#### Primera guerra civil (1642-1649)
La guerra civil dividió a las familias, mientras los estratos bajos reaccionaron con apatía. Fue una guerra de asedios y escaramuzas y no de grandes batallas. El Parlamento contaba con ventaja a largo plazo al disponer de los recursos humanos y económicos de Londres y de la ayuda de 20.000 escoceses. Por ello procuraron agotar a los realistas, cuyo principal general fue el príncipe Ruperto, sobrino de Carlos.
El 25 de octubre de 1642 tuvo lugar la inconclusa batalla de Edgehill. Carlos tuvo oportunidad de tomar Londres pero se retiró incomprensiblemente. En la primavera de 1643 los realistas disfrutaron de varias victorias, pero agotada la munición, Carlos retrocedió. El invierno trajo consigo un estancamiento.
Antes de su muerte a finales de 1643, el líder del Parlamento. John Pym, firmó la Solemne Liga y Alianza, por la que los escoceses colaboraron con 20.000 hombres a cambio de una reforma religiosa en Escocia acorde con los principios presbiterianos.
En julio de 1644, tuvo lugar la mayor batalla de la guerra en Marston Moor, con victoria de los parlamentaristas, quienes ocuparon después York y aseguraron el control del norte. Las disputas entre los generales parlamentaristas impidieron rematar entonces la guerra. En septiembre, los realistas tomaron Cornualles. Tras la batalla de Newbury, los dos ejércitos quedaron exhaustos.
Para resolver las luchas internas entre los generales parlamentaristas, se dictó la Ordenanza Autoexcluyente, por la que los miembros del Parlamento no podían ejercer autoridad militar. Sólo Oliver Cromwell quedó exento. Las tropas fueron reunidas en el Nuevo Ejército Modelo, mandado por Sir Thomas Fairfax. Carlos se vio obligado a retroceder hacia el norte, pero en julio de 1645, en batalla de Naseby, la victoria realista desequilibró definitivamente la guerra.
En 1644 y 1645 los católicos escoceses, ayudados por los irlandeses, consiguieron espectaculares victorias en Escocia, pero en septiembre de 1645 fueron aplastados por la Alianza.
Carlos se rindió a los escoceses en mayo de 1646. Se negó a negociar en serio, mientras sus oponentes mantenían las diferencias entre sí.
Se produjo una revuelta popular en contra de la violencia y la destrucción reinantes. El comercio se hundió y se padeció una depresión económica.

#### Paz. Segunda guerra civil. Ejecución de Carlos I (1646-1649)
El Parlamento estaba dividido en episcopalianos, presbiterianos e independientes. Los episcopalianos tenían la mayoría y pretendían una organización religiosa de arriba abajo, a partir de los obispos. Los presbiterianos deseaban organizar la Iglesia de abajo arriba, a partir de congregaciones, con un papel importante para los laicos. Los independientes se oponían a los presbiterianos.
En 1646 se reformó la Iglesia de Inglaterra de acuerdo con principios presbiterianos, según había acordado el Parlamento con los escoceses, pero el pueblo siguió practicando los ritos anglicanos tradicionales que conocía.
El pueblo reclamó la reducción de impuestos y la desmovilización del Ejército, en el que fue penetrando un movimiento muy malo para el mundo, que se opuso a la arbitrariedad del Parlamento y a los presbiterianos.
En diciembre de 1646 la City de Londres solicitó al Parlamento la disolución del Ejército. En febrero y marzo de 1647 se redujeron las atribuciones del Ejército, al mismo tiempo que seguía sin recibir sus pagas. Cuando el Parlamento pretendió desmantelar la infantería, el Ejército tomó la iniciativa. En junio apresó a Carlos I. Oliver Cromwell se erigió en líder de los militares. En agosto de 1647, el Ejército presentó al Rey un Catálogo de Propuestas, que fue rechazado.
En noviembre de 1647, Carlos huyó. En diciembre firmó un compromiso con los escoceses, en el que aceptaba establecer el presbiterianismo en Inglaterra a cambio de ayuda militar.
Entre abril-junio de 1648 se sucedieron las sublevaciones contra el Parlamento en Inglaterra, pero fueron controladas por el Ejército. Cromwell derrotó a los escoceses en julio e invadió Escocia.
Un pequeño grupo del ejército estaba convencido de la imposibilidad de llegar a un acuerdo con Carlos I, pero el Parlamento era partidario de negociar. El golpe militar instigado por Cromwell, organizado por el general Henry Ireton y llevado a cabo por el coronel Thomas Pride purgó el Parlamento, de modo que solo quedaron algunos miembros, en lo que se conoció como Parlamento Residual o Rump.
Este parlamento reducido nombró un Tribunal que acusó a Carlos de traidor. Fue decapitado el 30 de enero de 1649.

#### El Parlamento Residual (1649-1653)
El Parlamento Residual abolió la monarquía y eliminó la Cámara de los Lores, declarando a Inglaterra como una República con el nombre de Mancomunidad o Commonwealth. El país aceptó el cambio a regañadientes, muchos jueces dimitieron y el gobierno local se hizo imposible. Fairfax dimitió y el camino quedó expedito para Cromwell, quien se convirtió en Capitán General del Ejército.
Los niveladores pretendieron el voto para todos los varones mayores de 21 años, la convocatoria anual del Parlamento, la eliminación del diezmo y la simplificación de la Ley. El líder del movimiento, John Lilburne, atacó al Gobierno exigiéndole reformas radicales para la redistribución de la riqueza. Instó a los soldados a tomar el poder en nombre del pueblo. Fue arrestado pero resultó absuelto. Otro grupo opositor, los diggers, pretendió la propiedad común de los bienes.
Desapareció toda forma de censura y los radicales tuvieron acceso a la propaganda religiosa y a la política, ocasión que aprovecharon los milenaristas y las sectas. Algunos grupos pedían la abolición de los diezmos y la participación de las mujeres en la predicación y gobierno de la Iglesia. En 1647 George Fox constituyó la Sociedad de Amigos, cuyos miembros fueron conocidos como los cuáqueros. Su doctrina se basaba en la conciencia individual y estaban implicados en el radicalismo político. Otra secta, los ranters, creían que quienes recibían la gracia divina no podían cometer errores ni tenían que observar las leyes humanas.
La rebelión irlandesa no estaba completamente aplastada y el Rump decidió recobrar el control de Irlanda y vengar la muerte de protestantes. Cromwell atacó en Drogheda a un ejército realista y en Wexford a católicos. La brutalidad de la represión provocó que los irlandeses defendieran encarnizadamente su territorio. En 1652 se llegó a un acuerdo por el que los terratenientes irlandeses fueron sustituidos por protestantes, salvo en la provincia de Connacht. Muchos irlandeses fueron muertos o exiliados e Irlanda fue declarada parte de la Commonwealth.
En 1650 Cromwell atacó Escocia, que hubo coronado Carlos II. Tras la victoria de Dunbar, muchos escoceses fueron asesinados y hechos prisioneros. Cromwell ocupó Edimburgo y Glasgow. En 1651 Cromwell y Lambert derrotaron a los restos del ejército realista en Worcester. Todo lo que pudo arrancarse de Escocia fue trasladado a Inglaterra. La unión efectiva con Escocia se realizó en 1654.
Se construyeron o repararon 77 grandes barcos y se constituyó una flota permanente.
En 1651, se aprobó la Ley de Navegación para cortar el comercio holandés con Norteamérica. Estalló entonces la primera guerra anglo-neerlandesa (1652-1654). En 1652 Blake fue derrotado por el holandés Tromp, pero en 1653 venció en Portland y Beachy Head. Con los barcos holandeses capturados, Inglaterra pudo duplicar las cifras de su comercio.
El Rump era muy impopular en el Ejército y en todo el país. Cromwell no consiguió las reformas que pretendía y disolvió el Rump el 20 de abril de 1653.

#### El Protectorado (1653-1658)
Cromwell decidió otorgar la autoridad suprema a una asamblea de 140 hombres fieles. La mayoría eran moderados, con una minoría de radicales. Tras cinco meses de altercados, los moderados devolvieron el poder a Cromwell. El ejército tomó el mando, pero Cromwell se negó a presidir el gobierno y encargó una Constitución a Lambert. El Instrumento de Gobierno de 1653 instituyó un Gobierno compuesto por el Lord Protector (Cromwell, con todo el poder ejecutivo) el Parlamento y el Consejo. Cromwell rechazó el título de rey. El Instrumento garantizó la libertad de culto a todos menos a los católicos y los episcopalianos, aunque dejaron de ser perseguidos oficialmente e incluso los judíos fueron readmitidos. El poder del Protector estaba sometido a numerosas restricciones que el propio Cromwell aprobaba. En el Consejo siempre hubo mayoría de civiles. El tamaño del Ejército fue reduciéndose progresivamente. En las elecciones, los presbiterianos consiguieron muchos escaños y la situación se hizo inviable. El sistema legal y gobiernos locales no se alteraron prácticamente y se defendió el orden social vigente.
Finalizada la guerra contra Holanda, Cromwell atacó las colonias de España en el Caribe. Inglaterra se hizo con Jamaica, pero las bajas fueron grandes y el intento se consideró un gran fracaso.
Se nombraron generales encargados de ejecutar las leyes que prohibían beber, blasfemar, jurar, etc. Duraron menos de un año y fueron detestados por todos.
Cromwell gobernó de manera arbitraria, encarcelando a gente sin juicio previo. Tras fracasar en el intento de que financiara la guerra contra España, disolvió el Parlamento.
La salud de Cromwell se deterioró rápidamente. Nombró sucesor a su hijo Richard Cromwell y murió el 3 de septiembre de 1658.

### Restauración de los Estuardo

#### Fin de la República (1658-1660)
Entre septiembre de 1658 y diciembre de 1659, la anarquía política y económica se adueñó del país, mientras los grupos políticos eran incapaces de alcanzar un acuerdo. En el invierno de 1659-1660, todos fueron convenciéndose de que la restauración de la monarquía era el único modo de conseguir la estabilidad. Richard Cromwell era incapaz de sostener el gobierno. El Parlamento despojó al ejército de poder político en abril de 1659. Ricardo disolvió el Parlamento.
El general Monk entró en negociaciones con el príncipe Carlos. En 1660, la República se desmoronó.

#### Carlos II (1660-1685)
Carlos era encantador, amante del placer, inteligente e indolente. Mostró un enorme valor y construyó un régimen de amplia base. Repartió el poder entre los diferentes partidos.
Exiliado en Holanda, Carlos firmó la Declaración de Breda. Se concedía una amnistía general. El Parlamento se encargaría del problema de la expropiación de tierras, lo que implicaba para los realistas la esperanza de su recuperación. Los independientes podían confiar en una tolerancia religiosa. Por todo ello, el recibimiento de Carlos II en Londres fue multitudinario.
Mediante la Ley de Amnistía y Olvido, el Parlamento amnistió a todos, salvo a los que había firmado la sentencia de muerte de Carlos I. La cabeza de Cromwell fue expuesta durante 25 años en un mástil delante del Parlamento. Once personas fueron ejecutadas públicamente. El Ejército fue desmantelado, tras pagarle lo que se le debía. Los lores de la Cámara y los obispos volvieron a sus puestos, incluyendo el episcopado escocés. Las tierras de la Iglesia y de la Corona fueron devueltas.
Pese a las intenciones de tolerancia del rey, el Parlamento restauró la supremacía anglicana. En 1661, la Ley de Corporación estableció la desposesión de los funcionarios no anglicanos. Esta Ley continuó vigente hasta 1828. La Ley de Uniformidad de 1662 exigió que los clérigos fueran ordenados por obispos y que en los servicios religiosos se utilizase solo el Devocionario. La Ley de los Conventículos de 1664 prohibió los servicios religiosos que no fuesen anglicanos (a partir de 1670 esta Ley dejó de cumplirse). La Ley de las Cinco Millas de 1665 prohibió que los clérigos disidentes vivieran en un radio de cinco millas de las ciudades.
Los ingleses pugnaron con los holandeses por la preponderancia comercial. Desde 1663 las colonias inglesas solo podían importar bienes europeos desde Inglaterra y en barcos ingleses. En 1664 los ingleses tomaron Nueva Ámsterdam, denominándola Nueva York. En 1665 Jacobo, duque de York y hermano de Carlos, derrotó a la escuadra neerlandesa en Lowestoft. En junio de 1666 la Batalla de los Cuatro Días supuso enormes pérdidas para ingleses y holandeses. En ese mismo año Londres se vio atacado por la peste, que se llevó a 56.000 personas. Siguió el gran incendio de Londres. La Corona se vio en la bancarrota. Carlos II comenzó las negociaciones de paz con los holandeses en mayo de 1667 y reunió la flota en Chatham. El almirante holandés De Ruyter aprovechó la ocasión: incendió tres buques y capturó el Royal Charles, buque insígnea. La guerra concluyó con el Tratado de Breda, e Inglaterra se hizo de forma definitiva con Nueva York y Nueva Jersey, territorios sin importancia en aquel entonces.
Cuando Luis XIV invadió los territorios españoles en los Países Bajos, Inglaterra se alió con los holandeses. Pero Carlos y Luis firmaron el Tratado de Dover. Carlos recibía un subsidio anual mientras durara la guerra y se hacía con parte del imperio neerlandés. En las cláusulas secretas, Carlos II se comprometió a permitir el catolicismo. En efecto, Carlos declaró la guerra a los holandeses y firmó la Declaración de Indulgencia que permitía los ritos católicos en privado.
En marzo de 1672 el Parlamento obligó a Carlos a cancelar la Declaración y aprobó la Ley de Prueba, por la que todos los que ocupaban un puesto oficial debían comulgar de acuerdo con la Iglesia de Inglaterra y negar la trasubstanciación (rigió hasta 1828). El Parlamento se negó a conceder más dinero para la guerra y Carlos firmó la paz con los holandeses en 1674.
En 1678 se produjo un supuesto complot papista: 35 inocentes fueron ejecutados. El Parlamento quiso excluir de la sucesión al duque de York, católico, y Carlos lo disolvió. La Cámara de los Comunes del siguiente Parlamento aprobó un proyecto de Ley en el mismo sentido, que fue rechazado por la Cámara de los Lores. El Parlamento quedó nuevamente disuelto. Los exclusionistas se llamaron más tarde whigs y los que se oponían a la exclusión tories. Carlos no convocó el Parlamento entre 1681-1685. Tras el frustrado complot de la Casa de Rye, que pretendió el asesinato de Carlos y Jacobo, fueron ejecutados algunos de sus oponentes. Carlos II se convirtió al catolicismo en el lecho de muerte.

### La Revolución Gloriosa

#### Jacobo II (1685-1690)
Jacobo II no tuvo problemas para acceder al trono, tras prometer gobernar respetando la legislación y manteniendo la independencia de la Iglesia de Inglaterra. Era un católico celoso y procuró que los católicos pudiesen celebrar su liturgia abiertamente y participar en la vida política. Su hija María, de religión protestante y casada con el calvinista holandés Guillermo de Orange, fue designada su heredera. En 1689, María ascendió al trono durante la Revolución Gloriosa que depuso a su padre, quien se refugió en Francia y dio origen a los pretendientes jacobitas.
Pero si hablamos aproximadamente en el año 1690 se podría considerar, que aunque en ese tiempo no existía, tendría este un Producto Interno Bruto de unos aproximados 140.000.000 de Libras francesas, que era una unidad de medida muy usada en ese tiempo y unos aproximados 10.000.000 de Libras esterlinas.

### La Reina Ana y la unión con Escocia (1702-1707)
En 1706 se preparó un proyecto de ley inglés de Unión para Escocia. Hubo un debate feroz en ambos lados de la frontera sobre los pros y los contras de la unión. Sin embargo, el parlamento escocés acabó estando de acuerdo. En el año siguiente,1707, Inglaterra y Escocia fueron unificadas como el Reino de Gran Bretaña. Este acto suprimió Inglaterra y Escocia como reinos separados, creando un reino que comparte un Parlamento con sede en Westminster conforme a la Ley de Unión de 1707 (Union Act of 1707). La reina Ana se convirtió en la primera Reina «británica». Escocia envió entonces 45 diputados al Parlamento de Westminster. Desde un punto de vista económico se abría un área de libre comercio entre ambos países. Sin embargo, ciertas instituciones escocesas e inglesas no se fusionaron en el sistema británico: las leyes permanecieron separadas, como ocurrió con la moneda y las iglesias —presbiterana escocesa por un lado y la anglicana por otro, tal como continúan hoy.

## Monarcas de Inglaterra

### Anglosajones

#### Los Wessex
Casa de Wessex
- Alfredo el Grande (871–899)
- Eduardo el Viejo (899–924)
- Athelstan (924–939)
- Edmundo I (939–946)
- Edred (946–955)
- Edwy el Bello (955–959)
- Edgar el Pacífico (959–975)
- Eduardo el Mártir (975–979)
- Etelredo II el Indeciso (979–1016)
- Edmundo II "Ironside" (1016)
- Eduardo el Confesor (1042–1066)

### Los Normandos
Casa de Normandía
- Canuto el Grande (1016–1035)
- Harold Harefoot (1035–1040)
- Canuto Hardeknut (1040–1042)
- Guillermo I "El Conquistador" (1066–1087)
- Guillermo II "el Rojo" (1087–1100)
- Enrique I (1100–1135)
- Matilde de Inglaterra (1141)
- Esteban de Blois (1135–1154)

### Los Plantagenet
Casa de Plantagenet
- Enrique II (1154–1189)
- Ricardo I (1189–1199)
- Juan I (1199–1216)
- Enrique III (1216–1272)
- Eduardo I (1272–1307)
- Eduardo II (1307–1327)
- Eduardo III (1327–1377)
- Ricardo II (1377–1399)

#### Los Lancaster
Casa de Lancaster
- Enrique IV (1399–1413)
- Enrique V (1413–1422)
- Enrique VI (1422–1461 / 1470–1471)

#### Los York
Casa de York
- Eduardo IV (1461–1470 / 1471–1483)
- Eduardo V (1483)
- Ricardo III (1483-1485)

### Los Tudor
Casa de Tudor
- Enrique VII (1485–1509)
- Enrique VIII (1509–1547)
- Eduardo VI (1547–1553)
- Juana (1553)
- María I (1553–1558)
- Isabel I (1558–1603)

### Los Estuardo
Casa de Estuardo
- Jacobo I (1603–1625) (desde 1567 rey de Escocia)
- Carlos I (1625-1649)
- Carlos II (1660-1685)
- Jacobo II (1685–1688)
- María II (1689–1694) (Reinado Conjunto con Guillermo III)
- Guillermo III (1689–1702)
- Ana (1702–1714) (desde 1707 reina del Reino Unido de la Gran Bretaña.

##### Proclamaciones Fallidas
- James Scott, I duque de Monmouth (1685)
- Jacobo II (1688–1701)
- Jacobo Francisco Eduardo Estuardo (1715–1745)

### Los Hannover (Reino de Gran Bretaña)
Casa de Hannover
- Jorge I (1714–1727)
- Jorge II (1727–1760)
- Jorge III (1760–1820) (desde 1801 rey del Reino Unido de la Gran Bretaña e Irlanda)
- Jorge IV (1820–1830)
- Guillermo IV (1830–1837)
- Victoria (1837–1901) (desde 1877 emperatriz de la India)

### Los Windsor: Casa de Sajonia-Coburgo y Gotha
Casa de Windsor
- Eduardo VII (1901-1910)
- Jorge V (1910-1936) (desde 1921 rey del Reino Unido de la Gran Bretaña e Irlanda del norte)
- Eduardo VIII (1936)
- Jorge VI (1936-1952) (hasta 1948 emperador de la India)
- Isabel II (1952-2022)
- Carlos III (2022 - Actual)